# スロバキア工科大学

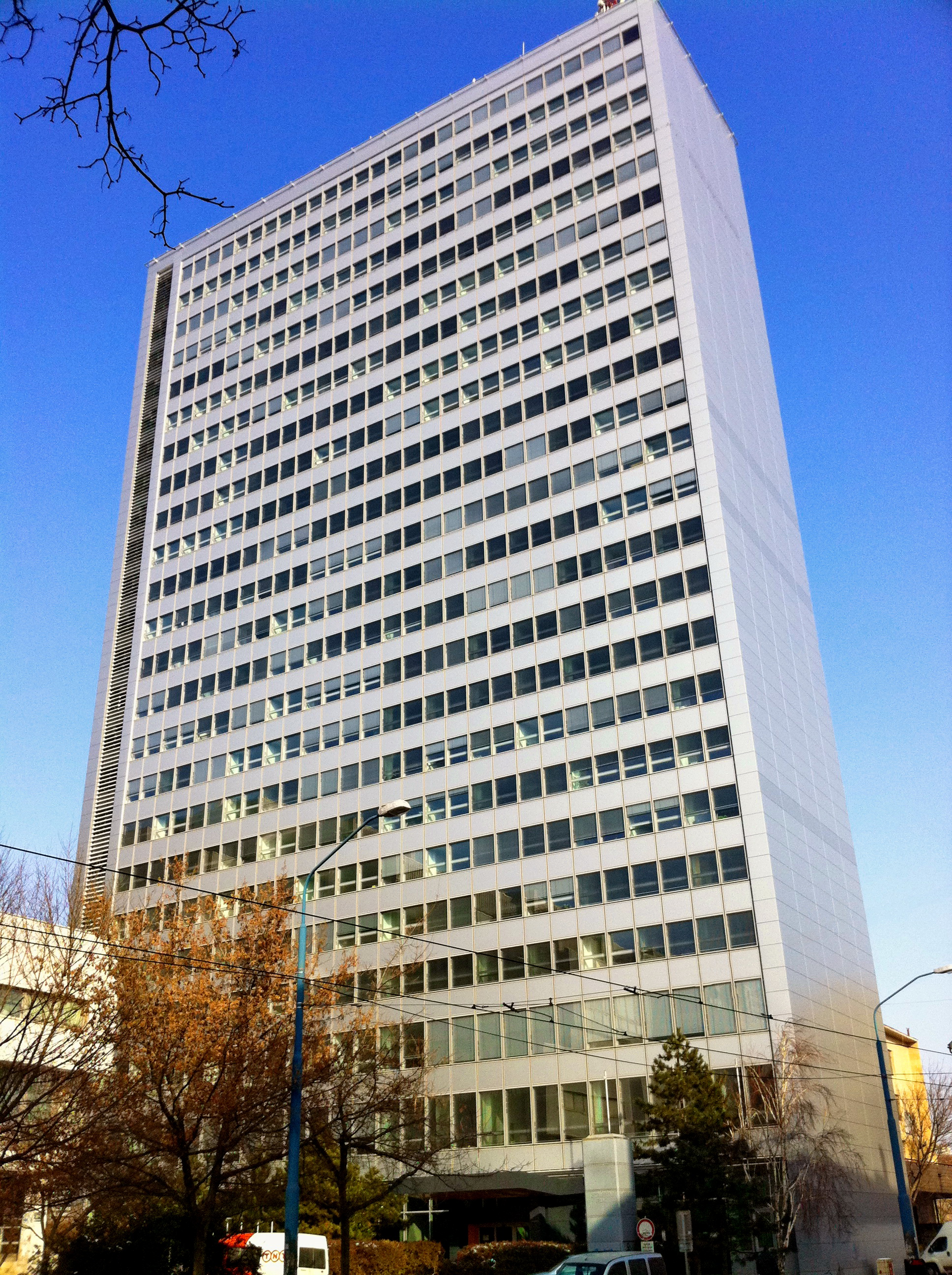
Highrise of the Faculty of Civil Engineering

スロバキア工科大学（スロバキアこうかだいがく、英: Slovak University of Technology in Bratislava、略称: STU）は、スロバキアの首都ブラチスラヴァにある公立大学で、同国最古かつ最大の工科大学である。ヨーロッパ高等教育認証であるECTSラベル証明書を取得している。
スロバキア国内では、コメンスキー大学（またはコメニウス大学）、コシツェ工科大学らと共にトップクラスの大学の1つであり、QS世界大学ランキング2022で801-1000位となっている。
ブラチスラヴァはドナウ川に面した都市で、スロバキアの政治・文化・経済の中心であり、中央ヨーロッパ有数の世界都市である。隣国オーストリアの首都ウィーンに近く（電車で約1時間強）、両者の関係は古来より密接である。グローバルITセキュリティ企業のESET本社も立地している。

## 歴史
1937年コシツェに州立技術学校（bola Štátna vysoká škola technická）として創立された。その後、マルチンへの移転を経て、1939年に現在のブラチスラヴァへ移転し、スロバキア工科大学（SVST: Slovenská Vysoká škola Technická）となった。1991年に名称を現在のSlovenská Technická Univerzita v Bratislave（STU）に変更した。

## 学部
- 建築デザイン学部
- 土木・環境工学
- 化学・食品工学部
- 電気・IT学部
- 情報工学部
- 材料科学工学部
- 機械工学部
- 経営工学院

学生数は約12,000人程度で、多分野で英語プログラムを提供しており、2022年のQS世界大学ランキングで801-1000位、同ヨーロッパ＆中央アジア(EECA)大学ランキングで65位となっている。また、欧州イノベーション同盟（EAI:  European Alliance for Innovation）に加盟しており、中央ヨーロッパの主要拠点の1つとして、イノベーションの創出と市場投入を推進している。